# Кобзарский цех
Кобзарский цех (укр. Кобза́рський цех) — цеховое объединение традиционных украинских эпических певцов. Во времена Магдебургского права (с 1324 по 1835 годы) цеховые объединения ремесленников были неотъемлемой частью городского быта и существовали в большинстве городов Украины. Среди них — кобзарские, лирницкие и «музыкийские» цехи, объединявшие также (как например, в Киеве) лютнистов, торбанистов, исполнителей на цитре и многих других старинных инструментах. Кобзарство было всегда почетной нишей для талантливого человека, для которого обычный труд был невозможен. Поэтому кобзарские цехи, вследствие социального характера (значительную часть цеховой братии составляли незрячие), в отличие от многих других стран, сохранились до начала XX в. и позволили современным исследователям заглянуть в быт средневековой Европы.

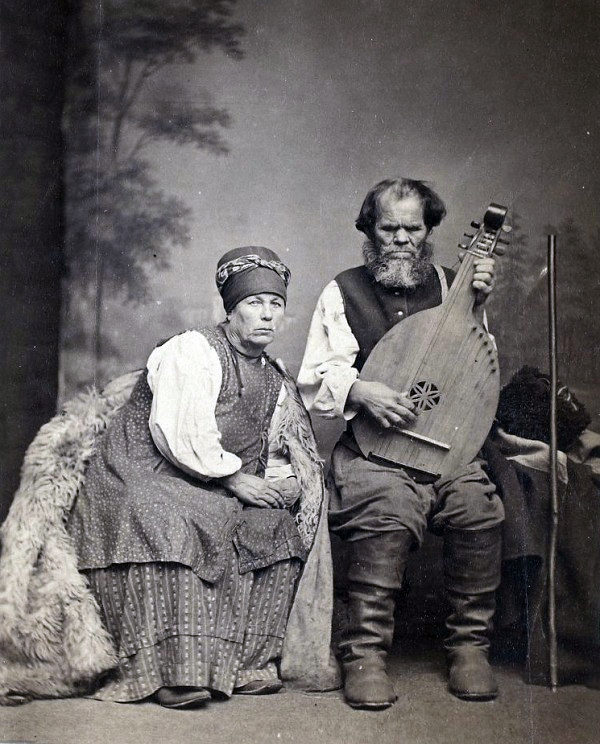
На фото XIX в. — легендарный кобзарь Остап Вересай (1803–1890)
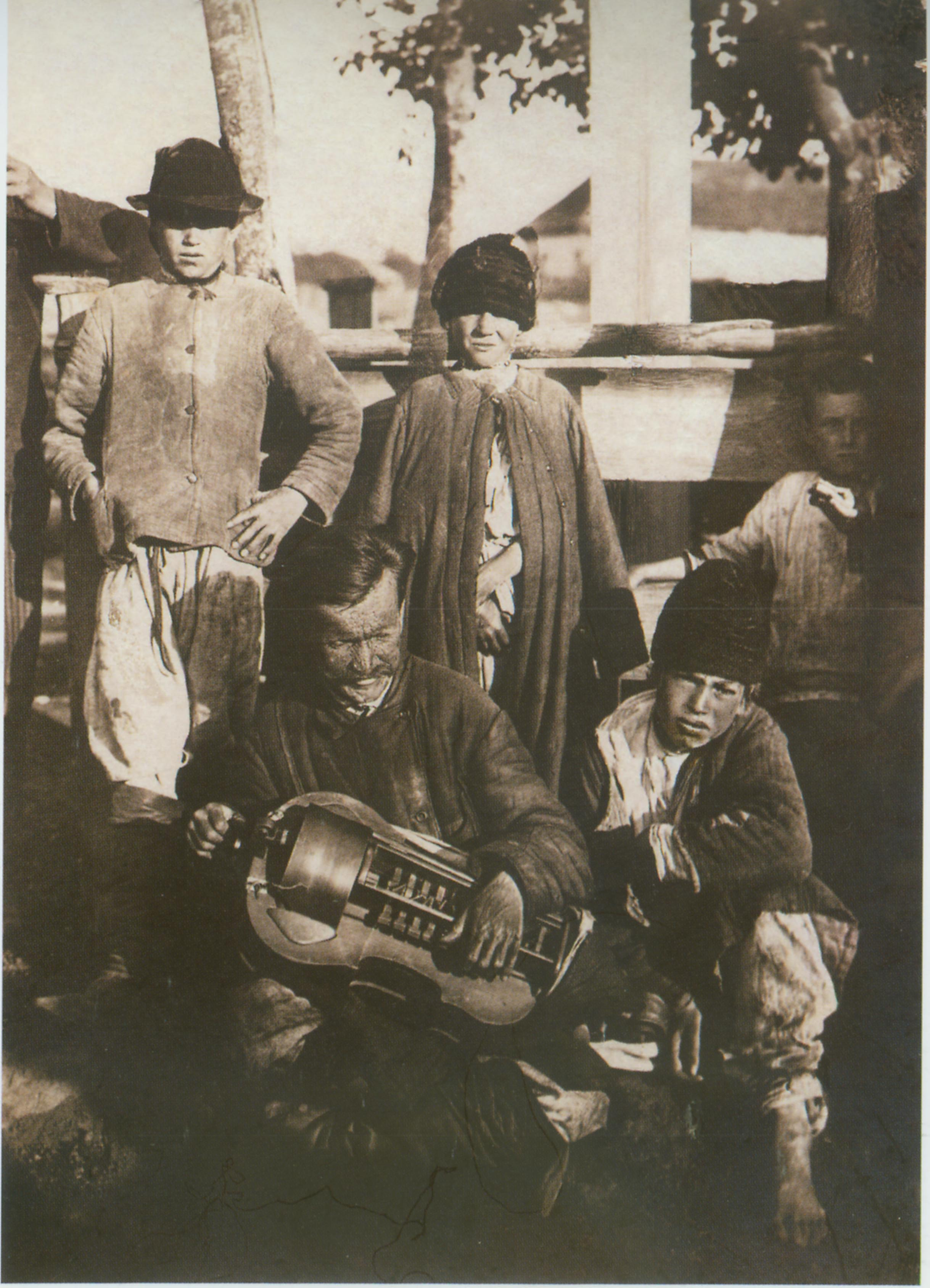
Лирник[укр.] из Полтавы
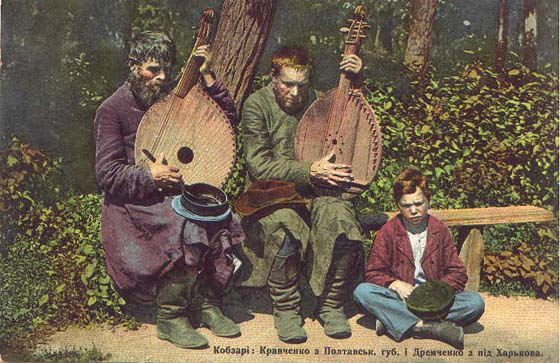
Кобзари: Кравченко Михаил из Полтавской губернии и Древченко Пётр[укр.] из-под Харькова
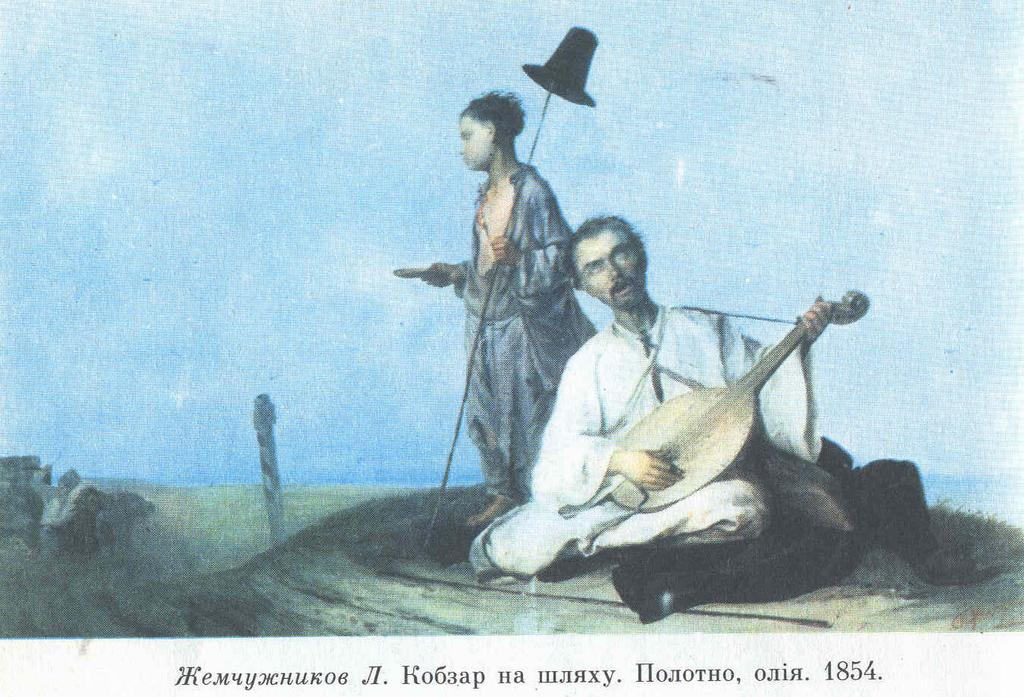
Л. Жемчужников. Кобзарь на дороге (1854)
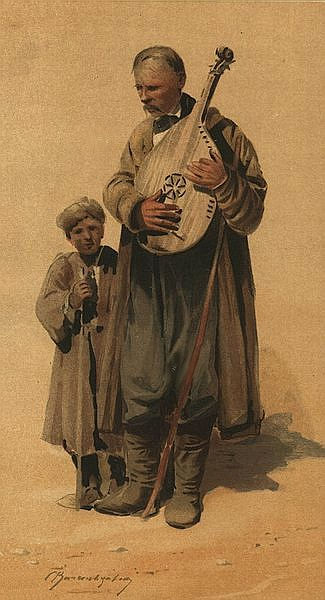
С. Васильковский. Бандурист с мальчиком-поводырем. Акварель, 1900 г.
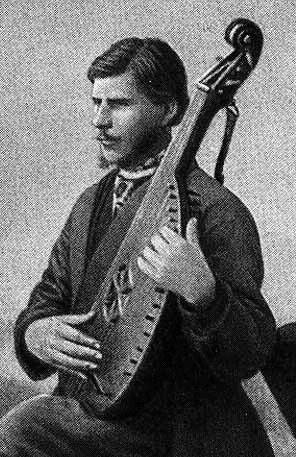
Кобзарь Иван Кучугура-Кучеренко, фото 1900-х гг.

## Кобзарство как явление
Кобзарь (укр. кобза́р) — украинский народный певец, представитель эпического жанра, как правило, аккомпанирующий себе на одном из трех инструментов — кобзе, бандуре или колёсной лире.
Большинство исследователей указывают на высокий моральный авторитет кобзарей в городских и сельских общинах. В народных верованиях кобзарь был персонажем «из-за реки» (то есть «с того света»). И вместе с персонажами обряда сватанья, а также обрядов Коляды и Маланки, он, как несколькими столетиями раньше волхв, приходил в семью, чтобы «испытать» три поколения на правильность воспитания их предками и правильность воспитания ими своих потомков. Возможно, именно поэтому кобзарь никогда не промышлял в том селе или районе города, где жил сам. В этом вопросе, несмотря на утверждения исследователей середины и конца XX столетия, «классовые соображения», «козни царской охранки», и т. д. — по всей видимости, имели значительно меньшее влияние, чем традиционные установки.
Обидеть кобзаря — означало навлечь гнев небес «на мёртвых, живых и ещё ненарожденных». Поэтому самый бедный украинский крестьянин всегда держал часть поля «на старцеву дольку» — для подаяния кобзарю (в Белоруссии существовала аналогичная традиция относительно лирников).
Кобзари были ревностными православными христианами, чтили праздники, в репертуаре имели псалмы и многочисленные религиозные морализаторские песни.
В народе кобзарей называли (впрочем, как и они сами себя) старцами или дедами, «каликами перехожими» и «просящей братией».
Если же говорить о слове «кобзарь», то до XX века оно применялось больше в литературе, чем в реальной жизни. Известны курьёзы, когда Пантелеймон Кулиш, друг Тараса Шевченко, «мотався хваетоном» по Слобожанщине, разыскивая следы «мифических кобзарей» и получая насмешки «дедов» и «калек-перехожих», у которых он все об этих кобзарях выспрашивал (они, будучи именно теми, кого он и искал, естественно, при этом водили «городского пана» за нос).

## Структура кобзарского цеха
Главой цеха был панмайстер (цехмайстер или панотец). Внизу иерархии — ученики. Между ними находились подмастерья, ключник, казначей.
При монастырях существовали лирницкие и кобзарские братства. Репертуар кобзарей и лирников в них был в основном религиозным.

## Цеховые традиции
Как и вся традиционная жизнь в старосветские времена, жизнь кобзарских цехов подчинялась календарному циклу, а вехами служили церковные праздники.

### Открытие и закрытие сезона
В начале цикла на Троицу (кое-где на Пасху) открывался кобзарский сезон (укр. кобзарюва́ння), когда начиналось теплое время года и кобзари могли петь на улице. Троица всегда проходила в цеховой церкви (церкви, прихожанами которой были цеховые кобзари и лирники, и где хранилась цеховая икона). Возле Киево-Печерской Лавры, например, лирники и кобзари сначала строили инструменты под звоны колоколов (используя их как камертоны), в ходе праздничной службы освящали новые инструменты. В конце праздничной церемонии братчики пели трех- и четырёхголосные псалмы без инструментов. Во многих цехах на Троицу также проходили праздничные выступления кобзарей, начиная с учеников и заканчивая старейшинами.
А закрывался весь кобзарский сезон на Покрову, когда на большей части Украины начинался период холодов и петь на улице уже было нельзя. Покрову также отмечали всем цехом.

#### Межсезонье
Между Покровой и Троицей большинство кобзарей пели по домам. Приходя в дом, кобзарь пел репертуар для детей (вдобавок ещё и рассказывал им сказки), для подростков пел морализаторский репертуар, играл танцы, а для старшего поколения — псальмы, канты («богомольные песни»), исторические думы, юмористические песни. Часто задерживался кобзарь в хате на целый вечер и оставался до утра ночевать.

### Обучение
Oбучение кобзаря начиналось с пения псалмов и прошения подаяния без инструмента. И лишь по прохождении данного этапа ученик начинал изучение кобзы, бандуры или лиры. Обучение длилось, как правило, три года, после чего проходил своеобразный традиционный экзамен-испытание — «одклинщина» (укр. одклінщина) и ученики шли на свой хлеб. А следующий обряд «вызвилка» (укр. ви́звілка), через несколько лет, а то и десятилетий, давал право иметь уже своих собственных учеников. Троица была днем, когда проводились эти обряды, которые были полностью закрыты для посторонних. Надо сказать, что кобзари ревностно следили за тем, чтобы никто из посторонних не проник в их среду, особенно на собрания и праздники, когда решались важные цеховые вопросы.

### Правовые аспекты

#### Понятийное право
Понятийное право (укр. звичаєве право) играло важнейшую роль в деятельности кобзарского цеха. Интересно, что в украинском языке слово «звыча́й»(укр. звича́й) в значении «понятия» лишь ударением отличается от слова «звы́чай» (укр. зви́чай в значении «обычай». Эти слова, хоть и родственны, но не тождественны, потому как обозначают разные уровни явления. Понятия, как своеобразные своды неписаных законов и древних обычаев, регламентировали отношения внутри цеха, отношения между кобзарем и публикой. В старину в украинских землях существовали несколько звыча́ев-понятий, принадлежащих разным социальным группам — шляхте, казакам, кобзарям (и другой цеховой братии) и злодеям (ворам) (укр. шляхетський звича́й, козацький звича́й, кобзарський (цеховий) звича́й, злодійський звича́й).
Кобзарские цехи в городах имели свои привилегии. Кобзари из других цехов могли для прокорма в пути кобзаревать на чужой территории только один день, да и то с разрешения местной цеховой братии. Как правило, такое разрешение почти всегда давалось, ибо путника, особенно паломника, спокон веков уважали, но ритуал исполнялся всё равно неукоснительно.
Именно понятийное право регулировало отношения внутри цеха и отношения цеховых братчиков со внешним миром.

#### Авторское право
Авторское право по сути было корпоративным. С одной стороны, только законный представитель цеховой братии имел право петь данный репертуар. А с другой — автор новорожденного произведения забывался тут же, как только оно принималось «советом старейшин» в дозволенный репертуар. Особенно, если это была «псальма» — кобзарский псалом, отличающийся от церковного живым народным языком и простым изложением вместо старославянского языка и библейского текста. Хотя относительно каноничности у Церкви никогда не было претензий (суть сюжета, трактовки и мораль в конце псальмы канону соответствовали), поэтому в большинстве случаев кобзари благословлялись священниками на промысел возле церквей и монастырей. А петь возле церкви или монастыря без благословения было грешно.
Старшие кобзари, особенно на первых порах, наблюдали за исполнением молодых. Отсебятина не допускалась. Существовал также и устный реестр дозволенных и запрещенных к исполнению песен, который каждый кобзарь обязан был знать.
Никого из авторов не выделяли и не помнили за редким исключением. К тем, чьё авторство кобзарями все-таки признавалось, относятся только два человека — поэт и философ Григорий Сковорода (который подписывал свои стихи «Старец Варсава», по сути «кобзарь Варсава») и Тарас Шевченко (впоследствии — «Великий Кобзарь»).
Среди авторов, чьи тексты использовались без их упоминания, были и довольно известные украинские поэты-классики эпохи барокко — Феофан Прокопович и Дмитро Туптало (он же Димитрий Ростовский). Что касается Сковороды, то известны даже более поздние тексты (середины и конца XIX в.), приписываемые ему. Философские «сковородынские песни» («любомудрие») стали, по сути, отдельным каноничным кобзарским жанром наряду с псальмами, кантами и думами.

### «Лебийска мова» или «дедовский язык»
«Лебійська мова» (или «дедовский язык») — тайный корпоративный язык (или жаргон) для посвященных. Среди кобзарей и лирников превалировали незрячие. И поэтому возникла острая необходимость в способе тайной коммуникации в людных местах.
По свидетельствам этнографов, на рубеже ХІХ-XX вв. кобзари и лирники (в том числе и в Беларуси, где «лебийска мова» называлась «любецкий лемент») говорили «на одном из вариантов офени». Действительно, некоторые (хотя и далеко не все) слова «до боли» узнаваемы: «лох», «шара», «лажа», «клевый» («Кудень клевый!» — традиционное цеховое приветствие).
Наличие же в воровской среде похожих слов неудивительно и говорит само за себя — а именно кто у кого мог эти слова позаимствовать. Хотя некоторые ученые считают, что все было наоборот.

### Устиянские (устные) книги
Устная форма книги, сберегавшаяся в кобзарской среде с незапамятных времен. Знание этих книг было непременным условием «сертификации» кобзаря и разрешения ему вести кобзарский промысел.
В эти книги входили правила жизни кобзаря, а также репертуар — разрешенный и запрещенный.

## Кобзарские цехи XX века
Несмотря на то, что магдебургское право на большей части Европы было упразднено вместе с цехами ещё в XVIII в., украинские кобзарские и лирницкие цехи продолжали существовать до XX в. как социально справедливая ниша для талантливых инвалидов. И только процессы 1920-30-х годов ворвались во многовековое неспешное течение традиционной кобзарской жизни.
Столкновение революционных процессов начала XX в. со средневековой европейской традицией окончилось трагично для последней.
В народе осталось масса легенд и слухов о местах, методах и количестве уничтоженных в те годы кобзарей. Ниже приведены только те факты, которые лежат на поверхности и имеют научное и документальное подтверждение.

### «Борьба с религией»
Учитывая религиозность значительной части репертуара, в годы «борьбы с религией» на кобзарей набросилась с критикой «прогрессивная общественность». Даже представители искусства, красные поэты с высоких трибун называли кобзу «музыкальной сохой», а кобзарей «отсталым элементом», призывали «модернизировать» сам инструмент, репертуар и т. п.
Бунтарский дух футуристической поэзии 1920-30-х породил пренебрежительное отношение к народным певцам.
Вот что писал один из классиков украинской литературы М. Бажан в своей поэме «Сліпці» (укр. слепцы), вошедшей в хрестоматию украинской литературы для средних школ:

«Вірую не кобзою, вірую не лірою, —
Вірую полум’ям серця і гніву!»
(укр. «Верую не кобзой, верую не лирой, верую пламенем сердца и гнева»)

и там же:

«Догравай, юродивий зайдо,
свою спотворену гру!»
(укр. доигрывай, юродивый бродяга, свой исковерканный наигрыш!)

Были и более радикальные выражения, не вошедшие в учебники. Например, Микола Хвылевой предлагал «колом выбить закобзаренную психику народа».
Пропаганда, призывавшая к «отречению от старого мира», эксплуатировала и выпячивала именно такие враждебные, по отношению к традиционной культуре, цитаты в тогдашней прозе и поэзии.
Не секрет, что борьба с религией велась достаточно репрессивными методами. И чем меньше оставалось священников и монахов, тем чаще в жернова репрессивной машины попадали кобзари. В книге «Возвращение Традиции» К. Черемский приводит найденные в архивах ксерокопии материалов расстрельных троек, где в приговоре указывается, что данный кобзарь — «безштатный священник, самодеятельный монашествующий элемент» и выносится резолюция «расстрелять, имущество, принадлежащее ему — конфисковать» (имущество в большинстве случаев — кобза, торба и клюка). Наличие такой формулировки объясняется тем, что в сёлах и городах, где уже не было церквей, кобзарям, как ревностным христианам, часто приходилось исполнять функции, которые обычно исполняли священники — крестить детей и отпевать покойников.

### «Борьба с бродяжничеством» и «борьба с тунеядством»
Ещё один массив статей, по которым репрессировались кобзари — это статьи, связанные с бродяжничеством и тунеядством.
Кобзари не вступали в колхозы, кобзарские цехи не становились артелями, и в госорганах не регистрировались. А регистрации в милиции в то время в УССР подлежали даже музыкальные инструменты. На них должны были стоять госномера (правда, просто написанные краской, а не металлические таблички, как на современных автомобилях). Поэтому считалось, что если кобзари «бесхозны», не члены колхозов, профсоюзов, нигде не значатся на работе, а инструменты их без номеров, то они бродяжничествуют и тунеядствуют. И это попадало под соответствующую статью. И хотя статьи о тунеядстве и бродяжничестве расстрельными напрямую не были, ни один из взятых по этим статьям кобзарей в родные края не вернулся, что породило массу слухов и домыслов в те времена.
Точное число жертв 20-30-х годов — тема постоянных дискуссий и споров. Приведем лишь только цифры всемирно известных исследований, проводившихся до начала и после окончания тех процессов. Перепись кобзарей в начале XX столетия, которую проводили Климент Квитка и его жена Леся Украинка, выявила более 11000 человек. А в конце 30-х (через 15-20 лет) фольклористы в УССР насчитывали только несколько десятков человек, которых смогли с трудом собрать на конференции. Такую разницу с точки зрения естественной убыли объяснить невозможно.
Воистину, трагичным было столкновение «старого мира» со «светлым будущим».

## Возрождение цеховой традиции
Несмотря на процессы начала XX века, на сегодняшний день кобзари — одна из наиболее полно изученных эпических формаций в Европе. Записана значительная часть традиционного репертуара, изучены цеховые традиции, хорошо описан инструментарий и имеются даже всемирно известные аудиозаписи наиболее значимых кобзарей начала XX в., чего, к сожалению, не удалось сделать исследователям многих других эпических традиций — трубадуров, скальдов, менестрелей, миннезингеров и других традиционных бардов Европы, которые в основном исчезли за 100—200 лет до появления современной нотации и современной фольклористики.

### 1960—1989
Триединство изученности, легендарности и наличия живых учеников кобзарей (старой формации) сделало возможным возрождение кобзарской традиции как явления энтузиастами 1960-80-х, когда кобзарство как традиция уже почти исчезло.
Человеком, начавшим возрождение кобзарской традиции, стал бывший московский архитектор, автор проектов известных московских и подмосковных парков, а в прошлом также преподаватель Московского архитектурного института) Георгий Кириллович Ткаченко.
В молодости, учась в Харьковском архитектурном техникуме, он брал уроки у известнейших харьковских кобзарей, в том числе у Петра Древченко, ученика Гната Гончаренко (записанного в своё время на первые фонографы Эдисона Климентом Квиткой). Выйдя на пенсию в 1960-х, он, оставив свою московскую квартиру, поселился у племянницы в Киеве и начал давать уроки игры на традиционной («старосветской») бандуре, обучать традиционной методике её изготовления. Его ученики впоследствии основали Киевский кобзарский цех, занимающийся изучением кобзарской традиции, реконструкцией инструментов и репертуара.

### После 1989
Первым панмайстром (главой) первого возрожденного Кобзарского цеха, Киевского, стал кобзарь, мастер народных инструментов Микола Будник, реконструировавший 17 типов традиционных народных инструментов. Среди них: вересаевская кобза, кобза по Ригельману, различные виды старосветских (неакадемических)бандур и гуслей, торбан («панская кобза»)и др..
К киевскому Кобзарскому цеху принадлежат или принадлежали Микола Будник, Микола Товкайло, Сергей Радько, Сергей Перехожук, Вадим Шевчук, Кость Черемский, Грицько Павличенко, Тарас Дочило, Александр Кот, Павло Зубченко, Руслан Козленко, Михайло Хай, Владимир Кушпет, Виктор Мишалов, Олесь Санин, Тарас Компаниченко, Эдуард Драч, Тарас Силенко, Юрий Фединский, Ярослав Крисько и другие.
В 2002 году Кобзарский цех, руководимый с 2001 уже Миколой Товкайло, выпустил совместный CD-альбом псалмов и кантов «Кто кріпко на Бога уповая». Музыкальные (в том числе и CD) альбомы есть также и у отдельных его представителей: Тараса Силенко, Тараса Компаниченко, Владимира Кушпета и его учеников, у некоторых других братчиков Цеха.
С 2008 года Кобзарский цех ежегодно на Троицу проводит свой фестиваль Кобзарская Троица, который реконструирует традиционное открытие кобзарского сезона. Фестиваль проходит в музее И. М. Гончара, традиционном месте сбора кобзарей и лирников в этот день — возле Киево-Печерской Лавры. Киевский кобзарский цех был первым кобзарским профессиональным объединением. За ним в 2001 году появился Харьковский, затем в 2009 — Львовский лирницкий цех. С 2011 года к работе по возрождению кобзарской традиции привлекаются и незрячие музыканты.

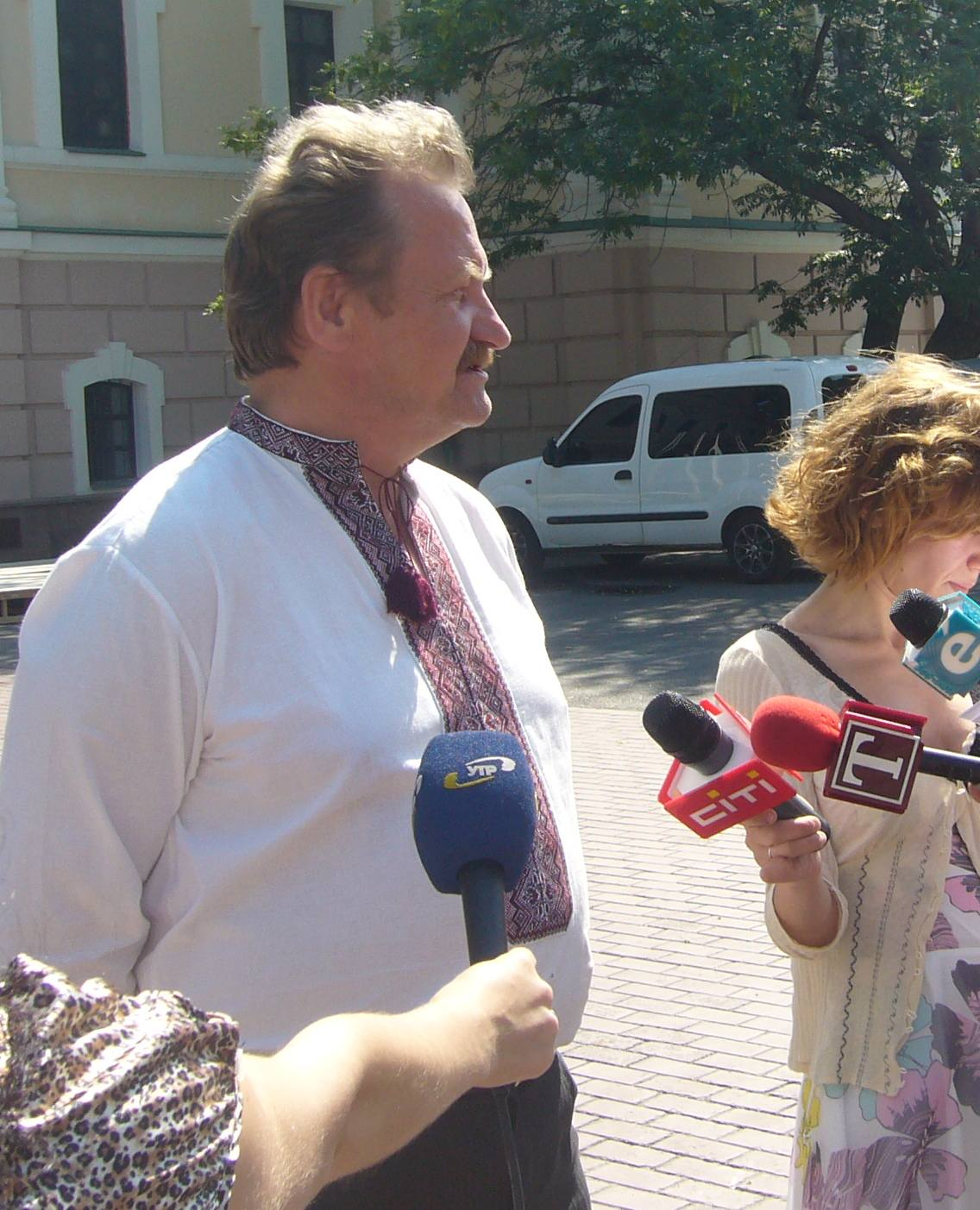
М. Товкайло, глава Киевского кобзарского цеха, открывает первый фестиваль «Кобзарська Трійця» (Кобзарская Троица) в 2008 году
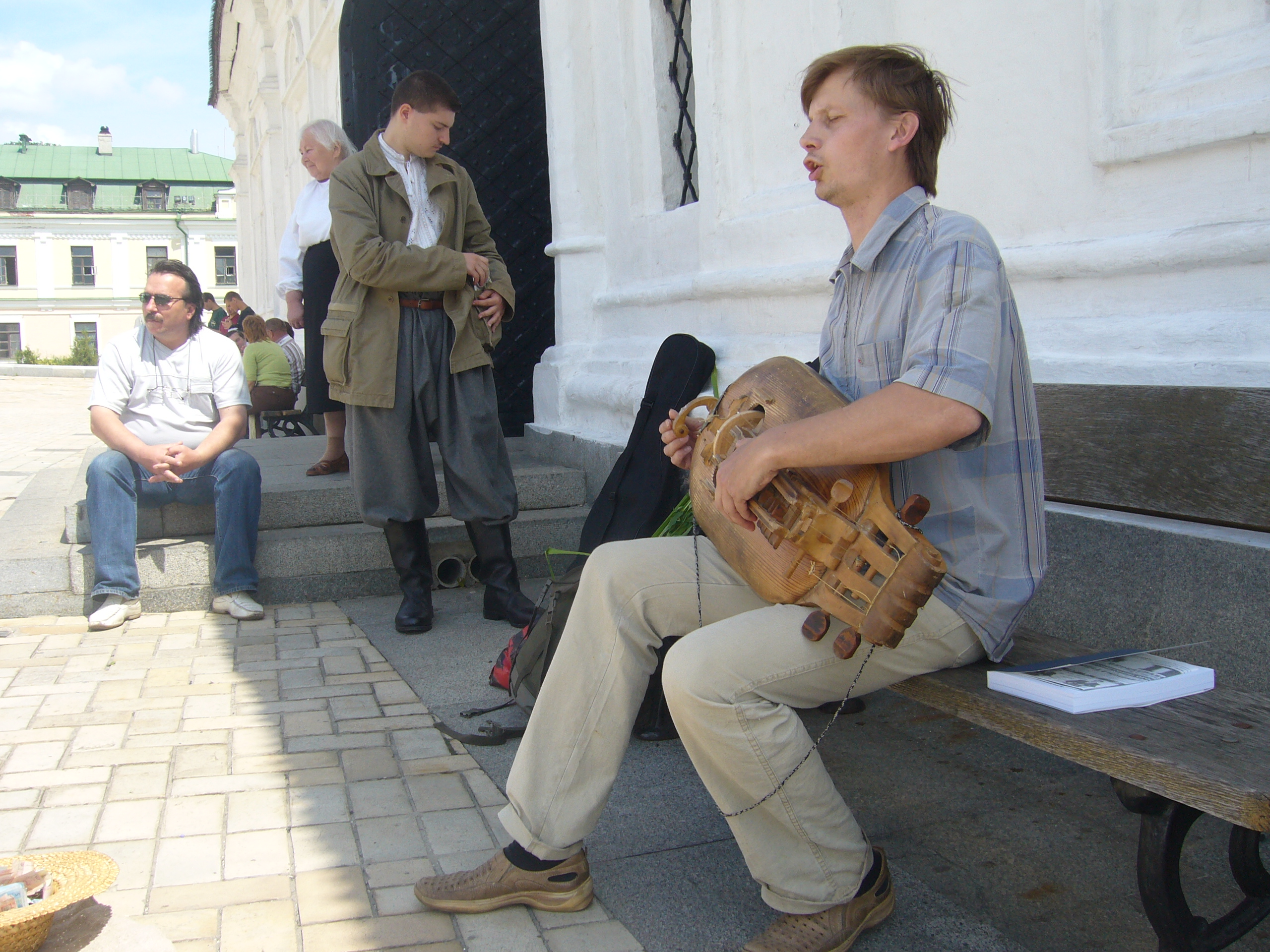
Лирник Ярема на уличном выступлении первого фестиваля 2008 г.
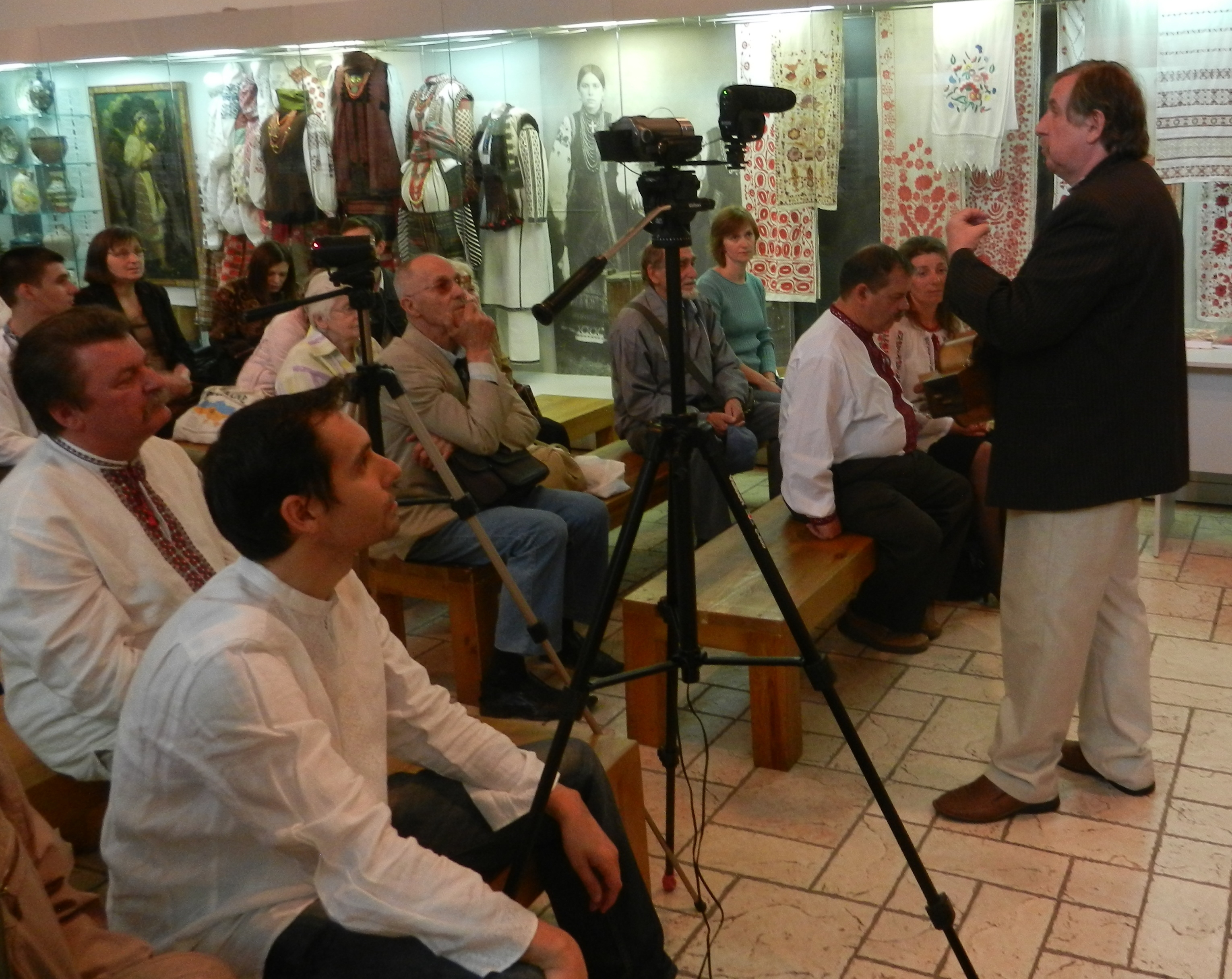
Проф. М. Хай открывает научную конференцию, посвященную традиционному кобзарству. 2012 г.
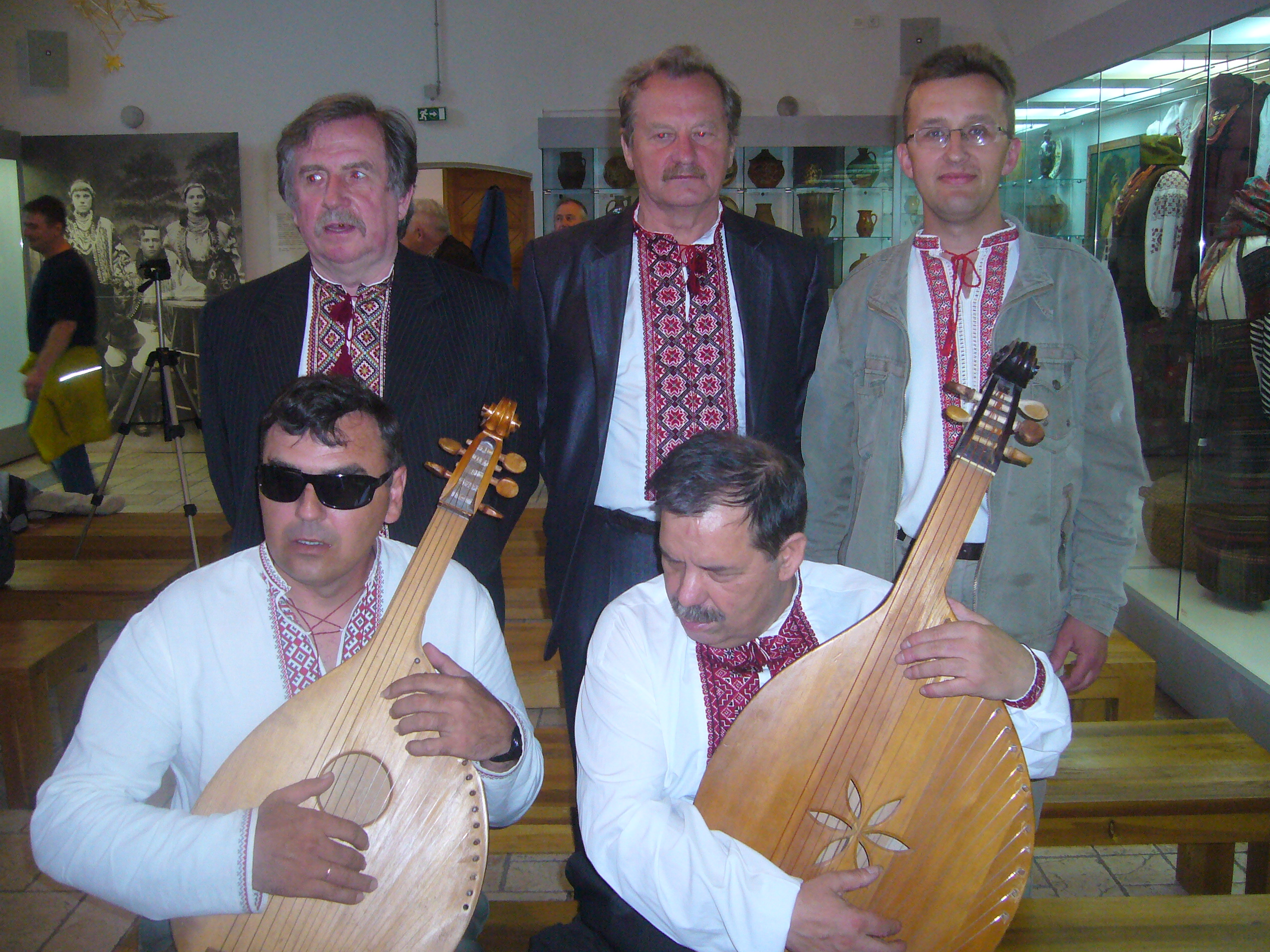
Главы (панмайстры) кобзарских цехов (верхний ряд, слева направо) — М. Хай (Львовский), М. Товкайло (Киевский) и К. Черемский (Харьковский цех) с первыми незрячими исполнителями Олександром Триусом и Лайошом Молнаром (нижний ряд, слева направо)